# 阿蘇北中継局
阿蘇北中継局（あそきたちゅうけいきょく）は、熊本県阿蘇市にあるテレビ放送の中継局である。

## 概要
- 中継局名：阿蘇北中継局
- 所在地：熊本県阿蘇市小倉（遠見ヶ鼻《大観峰》）

## 沿革
- 1970年5月8日 - NHK熊本放送局が地上アナログテレビジョン放送の阿蘇北中継局を設置した。
- 1970年9月26日 - RKK熊本放送・TKUテレビ熊本が共同で地上アナログテレビジョン放送の阿蘇北中継局を設置した。
- 1982年4月28日 - KKTくまもと県民テレビ　開局
- 1989年9月22日 - KAB熊本朝日放送　開局
- 2008年5月8日 - 九州総合通信局より阿蘇北中継局に地上デジタルテレビジョン放送の予備免許を交付された。
- 2008年6月1日 - 阿蘇北中継局が地上デジタルテレビジョン放送の本放送を開始した。

## 送信設備

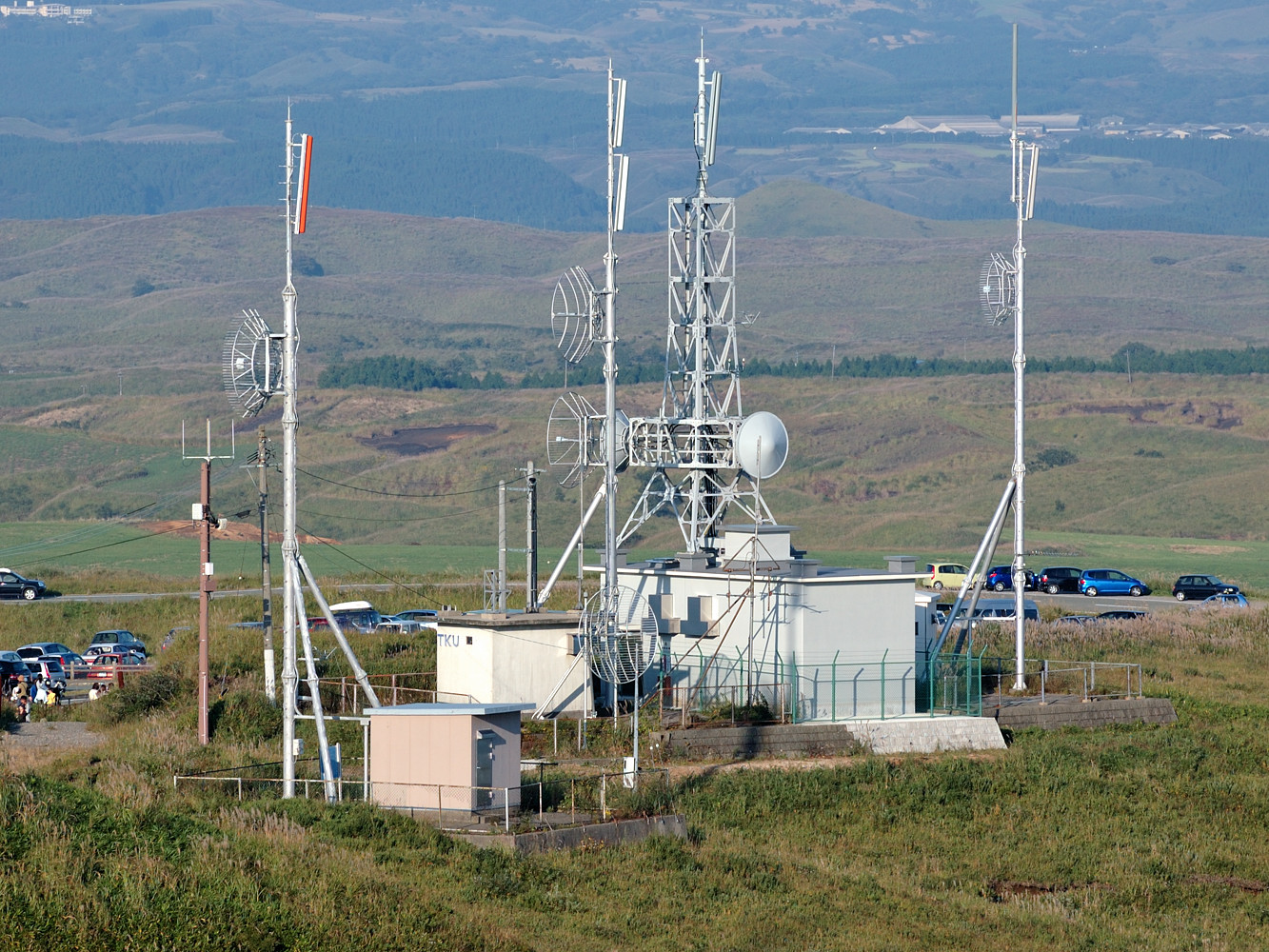
阿蘇北テレビ中継局

### 地上デジタルテレビジョン放送
| ID | 放送局名           | チャンネル | 空中線電力 | ERP  | 放送対象地域 | 放送区域内世帯数 | 運用開始日   |
| -- | ------------------ | ---------- | ---------- | ---- | ------------ | ---------------- | ------------ |
| 1  | NHK 熊本総合       | 14         | 300mW      | 3.3W | 熊本県       | 5,137世帯        | 2008年6月1日 |
| 2  | NHK 熊本教育       | 13         | 300mW      | 3.3W | 全国         | 5,137世帯        | 2008年6月1日 |
| 3  | RKK 熊本放送       | 15         | 300mW      | 3.2W | 熊本県       | 5,137世帯        | 2008年6月1日 |
| 4  | KKT 熊本県民テレビ | 20         | 300mW      | 3.3W | 熊本県       | 5,137世帯        | 2008年6月1日 |
| 5  | KAB 熊本朝日放送   | 21         | 300mW      | 3.2W | 熊本県       | 5,137世帯        | 2008年6月1日 |
| 8  | TKU テレビ熊本     | 19         | 300mW      | 3.3W | 熊本県       | 5,137世帯        | 2008年6月1日 |

- 主な受信地域：熊本県　阿蘇市の一部
- 2008年（平成20年）5月12日から5月31日まで行っていた試験放送は終了。

### 地上アナログテレビジョン放送
| チャンネル | 放送局名           | 空中線電力 （映像/音声） | ERP  | 放送対象地域 | 放送区域内世帯数 |
| ---------- | ------------------ | ------------------------ | ---- | ------------ | ---------------- |
| 26         | KAB 熊本朝日放送   | 3W/ 750mW                | 不明 | 熊本県       | 不明             |
| 32         | KKT 熊本県民テレビ | 3W/ 750mW                | 不明 | 熊本県       | 不明             |
| 36         | NHK 熊本教育       | 3W/ 750mW                | 不明 | 全国         | 不明             |
| 40         | NHK 熊本総合       | 3W/ 750mW                | 不明 | 熊本県       | 不明             |
| 45         | RKK 熊本放送       | 3W/ 750mW                | 不明 | 熊本県       | 不明             |
| 54         | TKU テレビ熊本     | 3W/ 750mW                | 不明 | 熊本県       | 不明             |

※地上アナログテレビジョン放送は、2011年（平成23年）7月24日までに全局放送終了。